# Titu Stoicheci
Titu Stoicheci (n. 9 ianuarie 1911, comuna Husnicioara, județul Mehedinți – d. 27 octombrie 2017, Zegaia, județul Mehedinți) a fost un generalul de brigadă în retragere român, cel mai vârstnic veteran de război din Oltenia și ultimul jandarm supraviețuitor al bătăliei de la Stalingrad.

## Biografie
A urmat Școala Normală de Învățători din Turnu Severin, apoi Școala Militară de Ofițeri de Infanterie de la Ploiești, pe care a absolvit-o în anul 1933, iar în anul 1936 a fost avansat la gradul de sublocotenent. Între anii 1936-1939 a fost învățător la Școala Zegaia din județul Mehedinți. În anul 1939 a fost concentrat în cadrul Legiunii de Jandarmi Dolj, iar în anul 1941 a fost trimis pe frontul de la Odessa.
A participat apoi la bătălia de la Stalingrad, cea mai grea încleștare din cel de-al Doilea Război Mondial. În anul 1942 s-a întors de pe front, iar în luna martie din anul 1943 a fost avansat la gradul de locotenent și lăsat la vatră. În luna septembrie 1943 a fost concentrat în cadrul Legiunii de Jandarmi Gorj având diferite etape de concentrare și desconcentrare, până în anul 1947, când a fost avansat pentru rezultate excepționale la gradul de căpitan și trecut în rezervă.
Din 1947 și-a reluat profesia de învățător la Școala de la Zegaia unde a fost director până în anul 1971, când a ieșit la pensie.
După anul 1990 a fost avansat succesiv la gradele de maior, locotenent-colonel și colonel în rezervă, iar prin Decretul Prezidențial nr. 943 din 28 noiembrie 2013, începând cu la data de 1 decembrie 2013, a fost avansat la gradul de general de brigadă cu o stea, în retragere.
A decedat în 27 octombrie 2017.

## Legături externe
- Generalul Stoicheci, cel mai longeviv veteran de război din Oltenia, sărbătorit la 106 ani